# 牧野信博
牧野 信博（まきの のぶひろ、1960年〈昭和35年〉9月3日 - 2023年〈令和5年〉10月18日）は、日本の作曲家・編曲家・音楽プロデューサー・キーボーディスト。鹿児島県出身。娘は声優で歌手の牧野由依。

## 来歴
6歳の時にピアノを始める。高校在学中にホテルやラウンジ等で演奏活動を始め、その後は財団法人YAMAHAリゾート合歓の郷にてキーボディストとしてデビューを果たした。
1983年、ミュージックカレッジ メーザーハウスに入学。在学中にアイドル・アーティストサポートを始めた。
数多くのアーティストに楽曲提供する傍ら、アニメ・映画・コマーシャルなど付随音楽も手がけた。
2023年10月18日、死去。63歳没。訃報は一周忌にあたる2024年10月18日に娘・由依のX（旧Twitter）にて発表された。

## ライブ参加アーティスト
- マリーン
- 麻倉未稀
- クライズラー&カンパニー
- DREAMS COME TRUE
- バブルガム・ブラザーズ
- 加山雄三
- 本田美奈子
- 中西圭三
- 斉藤由貴
- ディック・リー
- 水樹奈々
- 高橋広樹
- 湖月わたる
- 神田沙也加
- 麗美

他多数

## レコーディング参加アーティスト
- 尾崎豊
- 青島幸男
- 中川晃教
- 水樹奈々
- 高橋洋子
- 大地真央
- 高橋広樹

他多数

## 楽曲提供アーティスト
- 佐野量子
- 斉藤由貴
- 藤谷美紀
- 柴田恭兵
- 蔡依林
- Cara Jones
- Melanie Ross
- 鄭秀文
- 水樹奈々
- 野中藍
- 白石涼子
- テニスの王子様（キャラクターソング）
- 魔法先生ネギま!（キャラクターソング）
- 浦壁多恵
- 遙かなる時空の中で　花鏡／小春日和／運命の迷宮／月のしずく／朧月夜
- かなめも（キャラクターソング&サウンドトラックCD）
- ネオ アンジェリーク〜たそがれの騎士〜

他多数

## コマーシャル
- ローソン「ローソンチケット」
- オージオ化粧品
- 道志水源林「道志村の水」
- イオン「火曜得の市」
- 資生堂企業コマーシャル
- コクヨ「ノビータ」「ドットライナー」「プリット」

## TV
- 日本テレビ「もっとあぶない刑事」（挿入歌「RUN FOR YOUR LIFE」作曲）
- テレビ東京系アニメーション
  - 「セイバーマリオネット」音楽担当
  - 「まほらば〜Heartful days」OPテーマ 編曲
  - 「ヒロイック・エイジ」「Azurite」挿入歌Ver. 編曲
  - 「かなめも」挿入歌

## OVA
- サンリオビデオ「ハローキティのやっぱりママがすき」EDテーマ 作曲
- サンリオビデオ「けろけろけろっぴの友だちっていいな」EDテーマ 作曲
- 「マスターモスキートン」EDテーマ 編曲

## CD-ROM
- Intel「Web&CD magazine」音楽担当
- 「おはなしの森」Vol.1〜Vol.3 音楽担当

## GAME
- セーラームーンR
- 魔法陣グルグル
- エルハザード
- PS「松本零士999 〜Story of Galaxy Express 999〜」EDテーマ「去りし君へ…」 編曲
- PS2「黄泉がえり」音楽担当

## 映画
- 岩井俊二監督作品「LoveLetter」 "A WINTER STORY"ピアノアレンジ
- 角川映画「フシギのたたりちゃん」劇伴音楽
- 下山天監督作品「弟切草」劇伴音楽
- 劇場版いぬかみっ!「友情物語」混声合唱アレンジ